# M/F Venøsund
 Der er for få eller ingen kildehenvisninger i denne artikel, hvilket er et problem. Du kan hjælpe ved at angive troværdige kilder til de påstande, som fremføres i artiklen.

M/F Venøsund er en dansk færge, der sejlede på overfarten Kleppen-Venø. Den blev bygget i 1931, og blev indsat på ruten Branden-Fur, under navnet M/F Fuursund. Her sejlede den i 25 år, hvorefter den blev solgt til I/S Venø Færgefart, og indsat på ruten til Venø. Her var den hovedfærge til Venø, indtil den i 1976 blev suppleret af den noget større M/F Venøsund II – der blev købt i 1974, men måtte vente på, at der blev bygget større færgelejer.
M/F Venøsund sejlede især aftensejlads, idet den i modsætning til Venøsund II kan sejles af én mand. Desuden fungerede den som reserve til Venøsund II. Efter at træfærgen M/F Aarø fra 1926 blev afløst af en nybygning på Aarø-Aarøsund overfarten i 1999, havde M/F Venøsund æren af at være Danmarks ældste bilfærge i drift.
Færgen blev den 18. juni 2011 overdraget til Venøsund Færgelaug som har til formål at bevare den gamle færge. Venøsund Færgelaug holder færgen i stand, så den fortsat kan godkendes af Søfartsstyrelsen og dermed stadig bruges til transport af køretøjer på max. 8 tons og 12 passager pr. tur ved færgeruten Venø – Kleppen. Det kommunale selskab Venø Færgefart har således stadig fuld råderet over Venøsund, når færgeriet i særlige tilfælde har behov for en reservefærge.
Den nye færge M/F Venø Færgen, af Sleipner-Fur typen, blev sat i drift september 2010.